# Pedro Moacir Maia
Pedro Moacir Maia (Salvador, 27 de junho de 1929 — Salvador, 8 de janeiro de 2008) foi um escritor, editor, tradutor, diplomata e professor brasileiro, imortal da cadeira número 7 da Academia de Letras da Bahia.    

## Biografia
Irmão mais moço de Vasconcelos Maia, Pedro Moacir Maia nasceu em Salvador a 27 de junho de 1929, filho caçula do comerciante Manoel de Almeida Maia e Asterolina Vasconcelos Maia. 
Fez parte com o irmão Vasconcelos Maia do Movimento Caderno da Bahia: Revista de Cultura e Divulgação (1948 a 1951) formado por outros intelectuais como: Claudio Tuiti Tavares,  Darwin Brandão, Wilson Rocha, Mário Cravo, Paulo Jatobá, Walter da Silveira, Carlos Bastos, Genaro de Carvalho, Hélio Vaz, Genner Augusto, Lygia Sampaio, Ladislau Bartok e Rubem Valentim, Heron de Alencar, Adalmir da Cunha Miranda. 
Ingressou na escola de Direito, em atenção às solicitações paternas, abandonando-a dois anos depois de frequenta-la, para graduar-se em línguas neolatinas e letras, em 1956. 
Foi professor adjunto do Departamento de Línguas Vernáculas do Instituto de Letras da Universidade Federal da Bahia. 
Logo depois ocupou a secretaria do Instituto de Estudos Portugueses da faculdade em que se formou, daí seguindo para lecionar no Senegal, na Faculté de Lettres et Sciences Humaines, da Université de Dakar, de janeiro de 1961 a julho de 1970, encarregando-se, paralelamente, dos assuntos culturais da Embaixada do Brasil naquele país africano, entre 1964 e 1970. 

Trabalhou no Ministério das Relações Exteriores tendo sido encarregado dos assuntos culturais da Embaixada do Brasil no Senegal (1964-1970). 
Dirigiu o Centro de Estudos Brasileiros em Buenos Aires e em Santiago do Chile (até 1981).  

De volta a Salvador, assumiu a direção do Museu de Arte Sacra, aí permanecendo de 1982 a 1989, e reassumiu o magistério no Instituto de Letras, até sua aposentadoria. 
Sua produção como editor em parceria com o irmão Vasconcelos Maia compreende dezessete livros, e cerca de cento e vinte plaquettes, sob a marca Edição Dinamene, entre 1949 e 1981.   
Imortal da Academia de Letras da Bahia cadeira n.º 7, entre as suas publicações estão as seguintes:   
- As mais belas ou mais raras edições de Manoel Bandeira....
- Cartas inéditas
- Cartas inéditas de Graciliano Ramos a seus tradutores argentinos, Benjamín de Garay e Raúl Navarro
- cinco sentidos, os trabalhos dos meses e as quatro partes do mundo em painéis de azulejos no Convento de São Francisco, em Salvador, Bahia
- Correspondence.
- Dinamene & Pedro Moacir Maia lamentam ser impedidos de apresentar, por um motivo ou outro, as suas "plaquettes" na ordem programada.
- Historic center of Salvador, Bahia, Brasil
- MAS/UFBA
- O Museu de Arte Sacra da Universidade Federal da Bahia, 1987:
- Ordem Terceira de São Francisco
- Vistas e festas lisboetas em azulejos na Bahia [2][8][1][7] [3] [4]

Morreu em Salvador aos 79 anos, no dia 8 de janeiro de 2008. 